# BEEEEEEST
『BEEEEEEST』（ベスト）は、HIGH and MIGHTY COLORの通算2枚目のベスト・アルバム。

## 解説
ファンの投票によって、曲順通りの15位までの曲が収録されている。本作には初めてライブ音源が収録され、初回版のDVDにも初めてライブ映像が収録された。この作品のために撮影されたアーティスト写真は、一発撮りとなっている。
シークレットトラックとしてメンバーのコメントが収録されている。

## 収録曲
CD
| 全作詞・作曲: HIGH and MIGHTY COLOR（※特記以外）、全編曲: HIGH and MIGHTY COLOR。 |                                                           |                                    |                                    |      |
| #                                                                                 | タイトル                                                  | 作詞                               | 作曲・編曲                         | 時間 |
| 1.                                                                                | 「OVER」(〜LIVE@OKINAWA MUSIC TOWN 音市場 2008.8.24〜)    | HIGH and MIGHTY COLOR（※特記以外） | HIGH and MIGHTY COLOR（※特記以外） | 4:30 |
| 2.                                                                                | 「一輪の花」                                              | HIGH and MIGHTY COLOR（※特記以外） | HIGH and MIGHTY COLOR（※特記以外） | 3:39 |
| 3.                                                                                | 「DIVE into YOURSELF」                                    | HIGH and MIGHTY COLOR（※特記以外） | HIGH and MIGHTY COLOR（※特記以外） | 3:46 |
| 4.                                                                                | 「PRIDE」                                                 | HIGH and MIGHTY COLOR（※特記以外） | HIGH and MIGHTY COLOR（※特記以外） | 4:18 |
| 5.                                                                                | 「energy」                                                | HIGH and MIGHTY COLOR（※特記以外） | HIGH and MIGHTY COLOR（※特記以外） | 5:13 |
| 6.                                                                                | 「"Here I am"」                                           | HIGH and MIGHTY COLOR（※特記以外） | HIGH and MIGHTY COLOR（※特記以外） | 4:39 |
| 7.                                                                                | 「オキザリス」                                            | HIGH and MIGHTY COLOR（※特記以外） | HIGH and MIGHTY COLOR（※特記以外） | 4:28 |
| 8.                                                                                | 「Remember」                                              | HIGH and MIGHTY COLOR（※特記以外） | HIGH and MIGHTY COLOR（※特記以外） | 4:39 |
| 9.                                                                                | 「遠雷 〜遠くにある明かり〜」                             | HIGH and MIGHTY COLOR（※特記以外） | HIGH and MIGHTY COLOR（※特記以外） | 4:23 |
| 10.                                                                               | 「NOTICE」                                                | HIGH and MIGHTY COLOR（※特記以外） | HIGH and MIGHTY COLOR（※特記以外） | 4:09 |
| 11.                                                                               | 「ハミングバード」                                        | HIGH and MIGHTY COLOR（※特記以外） | HIGH and MIGHTY COLOR（※特記以外） | 4:24 |
| 12.                                                                               | 「Amazing」(※作詞: マーキー&ユースケ / 作曲: SASSY)       | HIGH and MIGHTY COLOR（※特記以外） | HIGH and MIGHTY COLOR（※特記以外） | 3:45 |
| 13.                                                                               | 「for Dear...」                                           | HIGH and MIGHTY COLOR（※特記以外） | HIGH and MIGHTY COLOR（※特記以外） | 4:18 |
| 14.                                                                               | 「ミラー」(※作詞: ユースケ / 作曲: mACKAz)                | HIGH and MIGHTY COLOR（※特記以外） | HIGH and MIGHTY COLOR（※特記以外） | 3:48 |
| 15.                                                                               | 「TOXIC」(※作詞: ユースケ / 作曲: SASSY)                  | HIGH and MIGHTY COLOR（※特記以外） | HIGH and MIGHTY COLOR（※特記以外） | 3:55 |
| 16.                                                                               | 「talk」(シークレットトラック / メンバーの裏話的トーク。) | HIGH and MIGHTY COLOR（※特記以外） | HIGH and MIGHTY COLOR（※特記以外） |      |
| 合計時間:                                                                         | 合計時間:                                                 | 63:54                              |                                    |      |

DVD
| #  | タイトル                                                                                    | 作詞 | 作曲・編曲 |
| -- | ------------------------------------------------------------------------------------------- | ---- | ---------- |
| 1. | 「LIVE BEE LOUD GIVING TO YOU 〜@赤坂BLITZ 2008.10.18〜」(「Remember」のみ収録されている。) |      |            |
| 2. | 「Amazing」(Music Video)                                                                    |      |            |
| 3. | 「フラッシュバック」(Music Video)                                                           |      |            |
| 4. | 「HOT LIMIT」(Music Video)                                                                  |      |            |
| 5. | 「Remember」(Music Video)                                                                   |      |            |
| 6. | 「O・MA・KE」                                                                               |      |            |

### 楽曲解説
1. OVER 〜LIVE@OKINAWA MUSIC TOWN 音市場 2008.8.24〜
2ndシングルのライブ音源。
ハイカラ初のライブ音源である。
テレビ朝日系『Matthew's Best Hit TV +』エンディングテーマ。
2. 一輪の花
6thシングル。
テレビ東京系アニメ『BLEACH』オープニングテーマ
PS2用ゲームソフト『BLEACH 〜放たれし野望〜』（ソニー・コンピュータエンタテインメント）主題歌。
ニンテンドーDS用ゲームソフト『BLEACH DS 蒼天に駆ける運命』（セガ）主題歌。
3. DIVE into YOURSELF
7thシングル。
PS2用ゲームソフト『戦国BASARA2』（カプコン）オープニング曲。
4. PRIDE
メジャーデビューシングル。
毎日放送・TBS系アニメ『機動戦士ガンダムSEED DESTINY』オープニング主題歌。
5. energy
5thシングル c/w。アルバム初収録。
6. "Here I am"
2ndアルバム収録曲。
7. オキザリス
9thシングル。
映画『あなたを忘れない』（ソニー・ピクチャーズエンタテインメント）挿入歌。
8. Remember
14thシングル。アルバム初収録。
9. 遠雷 〜遠くにある明かり〜
8thシングル。
『機動戦士ガンダムSEED DESTINY SPECIAL EDITION III 運命(さだめ)の業火』エンディングテーマ。
10. NOTICE
1stアルバム収録曲。
11. ハミングバード
3rdアルバム収録曲。
12. Amazing
11thシングル。
TBS系「ニューイヤー駅伝」イメージソング。
13. for Dear...
2ndアルバム収録曲。
14. ミラー
13thシングル c/w。アルバム初収録。
15. TOXIC
4thアルバム収録曲。
『無双OROCHI 魔王再臨』（コーエー）TVCMソング。
16. talk
メンバーの裏話的トーク。